# Mr. Tambourine Man
«Mr. Tambourine Man» — пісня, що її написав і виконав Боб Ділан, який випустив її оригінальну версію на своєму альбомі 1965 року Bringing It All Back Home. Того ж року гурт The Byrds записав свою версію пісні і випустив її як свій перший сингл на Columbia Records. Версія The Byrds досягла 1-го місця в чарті американському та британському чартах, а також стала заголовним треком їхнього дебютного альбому, Mr. Tambourine Man. Версія The Byrds відіграла важливу роль у популяризації таких музичних піджанрів, як фольк-рок та дженгл-поп, заохотивши багато тогочасних гуртів на хвилі успіху синглу імітувати цей сплав дзвінких гітар та інтелектуального тексту.
Цю пісню виконували і записували багато виконавців, зокрема, Джуді Коллінз, Одетта, Мелані і Вільям Шетнер. Популярність пісні заохотила Ділана записати її наживо багато разів, і ці версії увійшли в кілька збірок музиканта. Її перекладали на інші мови і використовували або згадували в телевізійних шоу, фільмах і книгах.
Пісня має яскраву, експансивну мелодію і прославилася, зокрема, своїми сюрреалістичними образами, створеними під впливом таких різнопланових митців, як, наприклад, французький поет Артюр Рембо та італійський режисер Федеріко Фелліні. У її тексті оповідач просить музиканта зіграти йому на бубоні і тоді він піде за ним. Серед спроб пояснити сенс слів були такі, що це: гімн наркотикам, таким як ЛСД, заклик співака до своєї музи подарувати йому натхнення, роздум про бажання аудиторії побачити співака, а також релігійні тлумачення. Пісня Ділана має чотири куплети, із яких The Byrds використали для свого запису лише другий. Обидва варіанти, і Ділана і The Byrds, присутні в різних рейтингах найкращих пісень усіх часів, зокрема потрапили до списку 500 найкращих пісень журналу Rolling Stone. Обидві версії також отримали нагороди Зали слави Греммі.

## Написання
Текст і музику пісні «Mr. Tambourine Man» Ділан написав на початку 1964 року, приблизно одночасно з піснею «Chimes of Freedom», яку він записав пізніше тієї весни і включив до свого альбому Another Side of Bob Dylan. Ділан почав складати «Mr. Tambourine Man» у лютому 1964 року, після відвідування Марді Гра у Новому Орлеані, під час подорожі по пересіченій місцевості з кількома друзями, і закінчив її десь між серединою березня і кінцем квітня того року, після повернення до Нью-Йорка. Найджел Вільямсон у Грубому введенні в Боба Ділана припустив, що вплив Марді Гра можна почути в закрученій і химерній образності тексту пісні. Журналіст Ел Ароновіц стверджує, що Ділан завершив пісню у своєму будинку, але фольк-співачка Джуді Коллінз, яка пізніше записала свою версію цієї пісні, заявила, що він завершив пісню вдома у неї. Вперше виконав її Ділан наступного місяця на концерті, який відбувся 17 травня в лондонській Королівській фестивальній залі.

## Запис
Ділан вперше записав «Mr. Tambourine Man» кілька тижнів по тому, 9 червня, під продюсуванням Тома Вілсона, під час сесії альбому Another Side of Bob Dylan. Спробу, записану з Рембліном Джеком Елліоттом, Ділан не включив у цей альбом, оскільки відчував, що вона особлива і заслуговує на краще виконання. Десь того самого місяця він записав видавницьке демо цієї пісні на Witmark Music. Понад шість місяців пройшло, перш ніж Ділан перезаписав пісню, знову з Вілсоном у продюсерському кріслі, під час завершальної сесії Bringing It All Back Home 15 січня 1965, того самого дня, що й «Gates of Eden,» "It's Alright, Ma (I'm Only Bleeding), " і «It's All Over Now, Baby Blue». Довгий час вважали, що всі чотири пісні записано в один прийом. Однак, у біографії Боб Ділан: позаду тіней Клінтон Гейлін розповідає, що для запису пісні знадобилося шість спроб, можливо, через труднощі у розробці зіграності між акустичною гітарою Ділана і супроводом на електричній гітарі Брюса Лангхорна. Для альбому, який вийшов 22 березня 1965 року, обрано останню з цих спроб.
У своїй книзі Ключі до дощу: Визначальна енциклопедія Боба Ділана Олівер Трагер описує пісню «Mr. Tambourine Man» як таку, що має яскраву, експансивну мелодію, а супровід Лангхорна на електричній гітарі забезпечує контрапункт до вокалу і є єдиним інструментом окрім акустичної гітари та губної гармоніки Ділана. Автор Вілфред Меллерс пише, що, хоча пісня написана в ключі ре мажор, але вона гармонізована, як ніби це лідійський соль мажор, що дає пісні тональну невизначеність і підвищує мрійливість мелодії. Що незвично, пісня починається не з першого куплету, а з повторювання приспіву:
|  | : Гей! Містер Чоловіче з бубоном, зіграй пісню для мене, : Я не сонний і я нікуди не збираюся. : Гей! Містер Чоловіче з бубоном, зіграй пісню для мене, : У джингл-джангл ранці я піду за тобою. Оригінальний текст (англ.) Hey! Mr. Tambourine Man, play a song for me, I'm not sleepy and there is no place I'm going to. Hey! Mr. Tambourine Man, play a song for me, In the jingle-jangle morning I'll come following you. |

## Тлумачення
Вільям Рулманн, пишучи для вебсайту AllMusic, запропонував таку інтерпретацію тексту пісні: «Здається, що дія відбувається рано вранці після безсонною для оповідача ночі. Досі неспроможний заснути, хоча й здивований своєю втомою, він доступний і відкритий для пісні містера Чоловіка з бубоном, і каже, що піде за ним. Упродовж чотирьох куплетів, нашпигованих внутрішніми римами, він викладає свою ситуацію, його пояснення часто розшиті образністю, хоча бажання звільнитися за допомогою пісні містера Чоловіка з бубоном залишається зрозумілим.»
Хоча висловлювалися припущення, що в пісні йдеться про наркотики, такі як ЛСД або марихуана, особливо в таких рядках, як «візьми мене в подорож на своєму чарівному крутливому кораблі» і «кільця диму мого розуму», Ділан завжди заперечував, що пісня про наркотики. Хоча він і вживав марихуану в той час, як писав пісню, але вперше спробував ЛСД лише кілька місяців по тому. Інші коментатори інтерпретували пісню як заклик до духу співака чи його музи, або ж його пошуки трансцендентності. Зокрема, біограф Джон Гінчі у своїй книзі Як повністю невідомий припустив, що співак вимолює у своєї музи натхнення; Гінчі зазначає, що за іронією долі сама пісня є свідченням того, що муза вже подарувала співакові натхнення, якого він шукав. Також пісню Mr. Tambourine Man тлумачили як символ Ісуса Христа і Гамельнського щуролова. Пісня також може містити посилання на музику госпел, а містер Чоловік з бубоном бути людиною, яка приносить релігійне спасіння.
Ділан вказував на вплив фільму Федеріко Фелліні «Дорога», тоді як інші коментатори знаходили відгомін поезії Артюра Рембо. Автор Говард Соунс визначив рядок «У джингл-джангл ранці я піду за тобою», як взятий із запису Лорда Баклі. За словами Ділана, на образ людини, до якої звертається в пісні оповідач, його надихнув виконавець гітарного супроводу Брюс Лангхорн. Лангхорн грав на гігантському, чотири дюйми завглибшки, «бубоні» (насправді турецькому барабані), і приносив інструмент на попередню записувальну сесію Ділана.

## Інші релізи Ділана

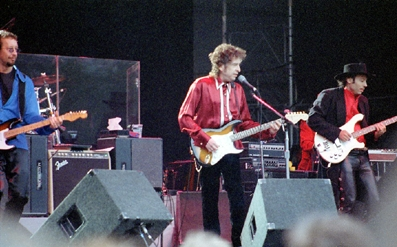
Боб Ділан часто грав «Mr. Tambourine Man» на концертах.

Версія пісні «Mr. Tambourine Man», яка представлена на альбомі Bringing it All Back Home, увійшла до збірки Bob Dylan's Greatest Hits 1967 року і кількох пізніших його збірок, зокрема Biograph, Masterpieces і The Essential Bob Dylan. Два записи червня 1964 року, один з Джеком Еліотом та інший на Witmark Music, увійшли відповідно в The Bootleg Series Vol. 7: No Direction Home і The Bootleg Series Vol. 9 – The Witmark Demos: 1962–1964. Інші спроби з сесії 15 січня 1965 року увійшли в The Bootleg Series Vol. 12: The Cutting Edge 1965–1966 2015 року.
Від моменту написання композиція завжди входила в концертний репертуар Ділана, зазвичай як сольна акустична пісня. Ці живі виступи увійшли в різні концертні альбоми та DVD. Раннє виконання, записане під час Ньюпортського фолк-фестивалю 24 липня 1964 року, увійшло і в фільм Маррея Лернера Інший бік дзеркала і в реліз на DVD документального фільму Мартіна Скорсезе Ніякого шляху додому. Живий виступ у Нью-Йоркській філармонії, датований 31 жовтня 1964, з'явився на The Bootleg Series Vol. 6: Bob Dylan Live 1964, Concert at Philharmonic Hall. Після того, як під час виступу на Ньюпортському фолк-фестивалі 25 липня 1965 року, Ділана засвистали прихильники акустичної фолк-музики під час його електричної частини, він повернувся, щоб зіграти акустичну версію «Mr. Tambourine Man» і «It's All Over Now, Baby Blue»; Це виконання «Mr. Tambourine Man» також увійшло у фільм Інший бік дзеркала.
Версія пісні, записана під час знаменитого концерту Ділана 17 травня 1966 року в Манчестері (Англія) (широко, але помилково, знана як концерт в Королівському Альберт-Голі) увійшла в The Bootleg Series Vol. 4: Bob Dylan Live 1966, The «Royal Albert Hall» Concert. Виконання Діланом цієї пісні від 31 серпня 1969 року на фестивалі Isle of Wight присутнє на Isle of Wight Live, яка є частиною 4-дискового подарункового видання The Bootleg Series Vol. 10: Another Self Portrait (1969–1971). 1 серпня 1971 року Ділан зіграв пісню як частину своєї вечірньої програми на благодійному Концерті для Бангладеш, організованому Джорджем Гаррісоном і Раві Шанкаром. Цей виступ увійшов у альбом The Concert for Bangladesh, хоча його й не включили у фільм про концерт. Інша жива версія, зроблена під час туру Rolling Thunder Revue 1975 року, увійшла в The Bootleg Series Vol. 5: Bob Dylan Live 1975, The Rolling Thunder Revue, тоді як версії в супроводі електричного гурту від 1978 і 1981 років з'являються, відповідно, в Bob Dylan at Budokan і подарункове видання The Bootleg Series Vol. 13: Trouble No More 1979–1981.

## Версія The Byrds

### Реліз і народження фолк-року
«Mr. Tambourine Man» був дебютним синглом американського гурту The Byrds, який вийшов 12 квітня 1965 року на лейблі Columbia. Пісня була також заголовним треком з їхнього дебютного альбому Mr. Tambourine Man, який вийшов 21 червня 1965 року. Версія The Byrds скорочена і має інший ключ, ніж оригінал Ділана.
Успіх синглу спровокував бум фолк-року 1965 і 1966 років, численні виконавці імітували такий як у пісні гібрид рок-біту, дзвінкої гітари і поетичного або соціально свідомого тексту. Цей сингл, який став «першим фолк-роковим шлягером», породив сам термін «фолк-рок» у музичній пресі США для опису звучання гурту.
Цей гібрид мав свої витоки у відродженні американської фолк-музики початку 1960-х років, гурті The Animals із його орієнтованим на рок записом народної пісні «The House of the Rising Sun», впливах народної музики на пісні The Beatles, а також дзвінкій дванадцятиструнній гітарі The Searchers і Джорджа Гаррісона з The Beatles. Проте, саме дебютний успіх The Byrds створив зразок для фолк-року, орієнтуючись на який багато виконавців досягнули успіху в середині 1960-х років.

## Концепція
Більшість членів The Byrds раніше займалися фолк-музикою, оскільки Роджер Макгінн, Джін Кларк і Девід Кросбі всі були фолк-співаками на початку 1960-х років. Вони також провели час незалежно один від одного, в різних фольклорних колективах, зокрема The New Christy Minstrels, The Limeliters, Chad Mitchell Trio і Les Baxter. На початку 1964 року Макгінн, Кларк і Кросбі утворили гурт The Jet Set і узялися розробляти синтез пісень і мелодій на народній основі з аранжуванняи в стилі Бітлз. У серпні 1964 року менеджер гурту Джим Діксон придбав ацетатний диск «Mr. Tambourine Man» у видавця Ділана, у виконанні Ділана і Рембліна Джека Елліотта. Хоча учасники гурту спочатку не були вражені піснею, але зрештою погодилися почати репетирувати і записувати її демо. У спробі зробити пісню більш схожою на «Бітлз», музиканти і Діксон вирішили дати їй повне звучання електричного рок-гурту, цим самим створивши музичний піджанр фолк-року. Заради подальшого зміцнення віри членів гурту в пісню, Діксон запросив Ділана послухати їхнє виконання. Ділан був вражений і з ентузіазмом прокоментував: «Ого, під це можна танцювати!» Його схвалення відкинуло будь-які сумніви гурту в пісні. Упродовж цього періоду до гурту приєдналися барабанщик Майкл Кларк і бас-гітарист Кріс Гіллман, і в День подяки 1964 року гурт змінив назву на The Byrds. Два демо-записи «Mr. Tambourine Man», які припадають на цей період, вирізняються невідповідними оркестровими ударними від Кларка, але загалом схема, яку вони використовують, з музичним розміром 4/4 замість 2/4 у Ділана, дуже близька до пізнішого варіанту на синглі.

### Зведення
Майстер-спробу «Mr. Tambourine Man» записано 20 січня 1965 року в Columbia Studios у Голлівуді, ще до того, як Ділан випустив власну версію. Дзвінка, мелодійна гра Макгінна на 12-струнній гітарі Rickenbacker відразу ж стала впливовою і залишилася такою донині. Складна робота гурту над вокальною гармонією, як це видно на «Mr. Tambourine Man», стала ще однією особливістю їхнього звучання. Через початкову недовіру продюсера Террі Мелчера до майстерності музикантів The Byrds, Макгінн був єдиним членом гурту, який зіграв і в «Mr. Tambourine Man» і на стороні B синглу під назвою «I Knew I'd Want You.» Замість залучення членів групи, Мелчер найняв The Wrecking Crew, команду провідних сесійних музикантів Лос-Анджелеса, які (з Макгінном на гітарі) створили звукову доріжку, на яку Макгінн, Кросбі, і Кларк наклали спів. Проте, до початку роботи гурту над їхнім дебютним альбомом у березні 1965 року, Мелчер уже вважав їхню гру досить грамотною для запису свого власного музичного супроводу. Значна частина аранжування на треці і остаточне зведення змодельовано за зразком роботи Браяна Вілсон над піснею «Don't Worry Baby» гурту The Beach Boys' .
Запис пісні у виконанні The Byrds відкривається характерним гітарним вступом, натхненним музикою Баха, зіграним Макгіном, а потім, як і у версія Ділана, йде приспів. Хоча версія Ділана містить чотири куплети, але The Byrds виконують лише другий з них і двічі повторюють приспів, після чого йдуть варіації на вступ, які потім поступово стихають. Своє аранжування гурт скоротив під час репетицій у World Pacific Studios у 1964 році, за пропозицією Джима Діксона, оскільки комерційні радіостанції відмовлялися крутити пісні тривалістю понад дві з половиною хвилини. Таким чином, якщо початкова версія Ділана триває п'ять з половиною хвилин, то у виконанні The Byrds пісня звучить трохи менш як дві з половиною хвилини.Провідний вокал версії The Byrds виконував Макгінн, який хотів заповнити, як йому здавалося, прогалину в тогочасній популярній музиці, десь між співом Джона Леннона і Боба Ділана. Пісня також мала духовне значення для Макгінна під час сесій. Як він казав біографові The Byrds Джонні Рогану в 1997 році: "Я звертався співом до Бога і казав, що Бог був Чоловіком з бубоном, і я казав йому: « Ей, Боже, візьми мене в подорож і я піду за тобою.' Це була молитва про готовність підкоритись.»

### Прийняття
Сингл досяг № 1 в чарті  Billboard Hot 100 і № 1 в Британському сингловому чарті, що робить його першим записом пісні Ділана, який досягнув першого рядка в будь-якому чарті поп-музики. Критик Вільям Рульманн стверджував, що на хвилі популярності «Mr. Tambourine Man» вплив звучання The Byrds можна було почути в записах низки інших лос-анджелеських виконавців, зокрема, The Turtles, The Leaves, Беррі Макгіра і Sonny & Cher. Крім того, автор та історик музики Річі Унтербергер вбачає вплив запису The Byrds на такі гурти, як The Lovin' Spoonful, The Mamas & the Papas, Simon and Garfunkel, і Love, тоді як за словами Джона Ейнарсона і The Grass Roots і We Five досягли комерційного успіху завдяки імітації фолк-рокового звучання The Byrds. Крім того, низка коментаторів, зокрема Річі Унтербергер, Скотт Планкенгоф та Ієн Макдональд зауважили, що до кінця 1965 року «Бітлз» самі вже засвоювали звук фолк-року, і, зокрема, The Byrds, що можна почути на альбомі Rubber Soul, особливо в таких піснях, як «Nowhere Man» і «If I Needed Someone».
Наприкінці 1960-х років фолк-рок уже змінився і далеко відійшов від свого дзвінкого шаблону, запропонованого The Byrds, але, як стверджує Унтербергер, вплив гурту все ще можна було почути в музиці Fairport Convention. Починаючи з 1960-х років і донині дзвінке фолк-рокове звучання The Byrds продовжує впливати на популярну музику. Такі коментатори, як Кріс Сміт, Джонні Роган, Марк Демінг, і Стівен Томас Ерлевайн всі зазначають вплив гурту на таких виконавців, як: Big Star, Tom Petty and the Heartbreakers, R.E.M., The Long Ryders, The Smiths, The Bangles, The Stone Roses, Teenage Fanclub і The La's.
На додаток до появи на їхньому дебютному альбомі «Mr. Tambourine Man», гурт включив пісню в кілька своїх збірок і концертних альбомів, зокрема, The Byrds Greatest Hits, Live at Royal Albert Hall 1971, The Very Best of The Byrds, The Essential Byrds, The Byrds Play Dylan, а також Untitled. Версія The Byrds також присутня на колективних збірках різних артистів. Два ранніх демо-записи «Mr. Tambourine Man», час створення яких припадає на репетиційні сесії World Pacific можна почути на архівних альбомах гурту Preflyte, In the Beginning і Preflyte.

## Інші записи та посилання

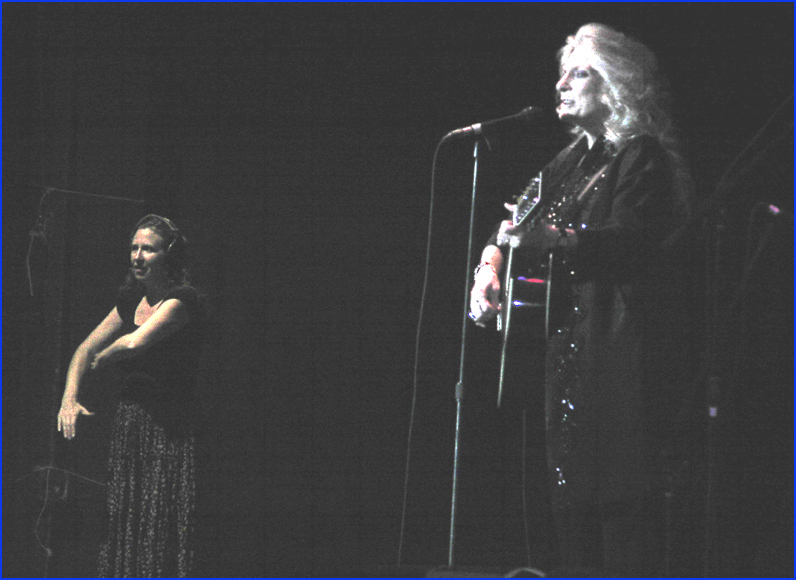
Фолк-співачка Джуді Коллінз виконує кавер на «Mr. Tambourine Man» в 1965 році.

Упродовж багатьох років багато артистів виконали і записали свої версії пісні «Mr. Tambourine Man», зокрема, лише за 1965 рік записано принаймні тринадцять версій. The Brothers Four записали комерційну версію пісні ще раніше, ніж The Byrds, але були не в змозі випустити її через проблеми з ліцензуванням. Крім того, відомі записи пісні зробили Одетта, Джуді Коллінз, Стіві Вандер, The Four Seasons, The Barbarians і Chad and Jeremy. Серед інших артистів, які записали пісню: Глен Кемпбелл (1965), The Beau Brummels (1966), The Lettermen (1966), Кенні Ранкін (1967), Мелані (1968), Джин Кларк (1984), Лес Фрадкін (2007), Боб Сінклер (2009), Jack's Mannequin (2012) і The Flowers of Hell (2012). Вільям Шетнер також записав пісню у вигляді речитативу під музику на своєму альбомі 1968 року The Transformed Man.
Пісню записав вигаданий гурт The Termites в епізоді 1967 року «That's Show Biz» телевізійної комедії 1960-х років F Troop. Головні герої корчити з себе музикантів «хіпі» пародіюючи гурти Британського вторгнення.
Возз'єднаний склад The Byrds за участі Роджера Макгінна, Кріс Гіллмана і Девіда Кросбі виконав «Mr. Tambourine Man» разом з Діланом на концерті пам'яті Роя Орбісона 24 лютого 1990 року. Цей живий виступ бокс-сет 1990 року The Byrds. У жовтні 1992 року на концерті до 30-річчя Боба Ділана в Медісон-сквер-гарден Макгінн виконав пісню. Серед інших бек-вокал виконували Том Петті, Майк Кемпбелл і Бенмонт Тенч.
Пісню переклали і записали багатьма мовами. Гурт Müslüm Gürses записав пісню з іншим текстом турецькою мовою. Турецька версія пісні називалася Hayat Berbat. Флоріан Пітіш переклав її румунською мовою і цей варіант виконав гурт Pasărea Colibri на своєму альбомі 1995 року În căutarea cuibului pierdut. Також існують принаймні дві версії пісні бразильською португальською мовою у виконанні Зе Рамальйо і Зе Жералдо, представлені відповідно на їхніх альбомах Zé Ramalho canta Bob Dylan і Catadô de Bromélias. Австрійський гурт S.T.S. переклав пісню австрійською німецькою мовою, назвавши її «Hey, alter Liedersänger».
Про пісню «Mr. Tambourine Man» існують згадки в книгах та фільмах, зокрема, документальній повісті Тома Вулфа Електропрохолоджувальний кислотний тест, книзі Стівена Кінга Керрі, фільмі Небезпечні думки, і документальному фільмі Гонзо: Життя і творчість доктора Гантера С. Томпсона. Журналіст Гантер Томпсон, про якого йдеться у фільми, присвятив свій роман Страх і відраза в Лас-Вегасі Ділану через цю пісні і вона звучала на похоронах журналіста. Пісню виконав Піт Таунсенд на похоронах Ніла Аспіналла, дорожнього менеджера і особистого помічника The Beatles.
У пісні Джона Крейгі 2013 року під назвою «I Wrote Mr. Tambourine Man» йдеться про чоловіка, якого музикант зустрів у Новому Орлеані, і який стверджував, що нібито він написав оригінальний текст «Mr. Tambourine Man».

## Спадщина
Версія пісні «Mr. Tambourine Man» у виконанні The Byrds потрапила на 79-те місце в списку 500 найкращих пісень усіх часів за версією журналу Rolling Stone, а версія Ділана в цьому списку посіла 106-те місце. Крім неї лише дві пісні потрапили до цього списку двічі, це «Walk This Way» у виконанні Aerosmith і Run–D.M.C. за участю Перрі й Тайлера, а також «Blue Suede Shoes» у виконанні Карла Перкінса і Елвіса Преслі. Обидві версії також отримали нагороди Зали слави Греммі, версія The Byrds 1998 року, а версія Ділана — 2002-го.
1989 року журнал Rolling Stone поставив версію The Byrds на 86-те місце серед синглів, що вийшли за попередні 25 років. Того ж року музичний критик Дейв Марш поставив його на 207-ме місце в списку 1001 синглів, коли-небудь зроблених. У 1999 році National Public Radio США назвало цю версію одним із 300 найважливіших американських записів 20-го століття. Британський музичний критик Колін Ларкін поставив версію The Byrds на 1-ше місце в списку синглів усіх часів. Серед інших британських видавців, що перерахували цю пісню, як одну з головних пісень або синглів Моджо, New Musical Express, і Sounds. Австралійський музичний критик Тобі Кресвелл включив пісню у свою книку 1001 пісня: Видатні пісні усіх часів і артистів, історії й таємниці позаду них.